# Millî Küme 1946
Die Milli Eğitim Kupası 1946 war die neunte ausgetragene Saison der Millî Küme. Meister wurde zum fünften Mal Fenerbahçe Istanbul.

## Teilnehmende Mannschaften
- Beşiktaş Istanbul – Aus der  İstanbul Futbol Ligi als 1. Platz
- Fenerbahçe Istanbul – Aus der İstanbul Futbol Ligi als 2. Platz
- Gençlerbirliği Ankara – Aus der Ankara Futbol Ligi als 1. Platz
- Muhafızgücü Ankara – Aus der Ankara Futbol Ligi als 2. Platz
- Göztepe Izmir – Aus der İzmir Futbol Ligi als 1. Platz
- Kayagücü Izmir – Aus der İzmir Futbol Ligi als 2. Platz

## Statistiken

### Abschlusstabelle
Punktesystem
Sieg: 3 Punkte, Unentschieden: 2 Punkte, Niederlage: 1 Punkt
| Pl. | Verein                | Sp. | S | U | N | Tore    | Diff. | Punkte |
| --- | --------------------- | --- | - | - | - | ------- | ----- | ------ |
| 1.  | Fenerbahçe Istanbul   | 10  | 9 | 0 | 1 | 030:700 | +23   | 28     |
| 2.  | Beşiktaş Istanbul     | 10  | 7 | 1 | 2 | 032:150 | +17   | 25     |
| 3.  | Kayagücü Izmir        | 10  | 4 | 1 | 5 | 019:280 | −9    | 19     |
| 4.  | Muhafızgücü Ankara    | 10  | 3 | 0 | 7 | 025:310 | −6    | 16     |
| 5.  | Göztepe Izmir         | 10  | 2 | 2 | 6 | 018:280 | −10   | 16     |
| 6.  | Gençlerbirliği Ankara | 10  | 3 | 0 | 7 | 015:300 | −15   | 16     |

### Torschützenliste
Bei gleicher Anzahl von Treffern sind die Spieler alphabetisch nach Nachnamen bzw. Künstlernamen sortiert.
| Rang | Name            | Mannschaft          | Tore |
| ---- | --------------- | ------------------- | ---- |
| 1.   | Melih Kotanca   | Fenerbahçe Istanbul | 12   |
| 2.   | Şükrü Gülesin   | Beşiktaş Istanbul   | 9    |
| 3.   | Sabri Gençsoy   | Beşiktaş Istanbul   | 8    |
| 4.   | Müzdat Yetkiner | Fenerbahçe Istanbul | 7    |
| 5.   | Cahit           | Muhafızgücü Ankara  | 6    |

### Kreuztabelle
| 1946                  | Fenerbahçe Istanbul | Beşiktaş Istanbul | KAG | MUH | Göztepe Izmir | Gençlerbirliği Ankara |
| --------------------- | ------------------- | ----------------- | --- | --- | ------------- | --------------------- |
| Fenerbahçe Istanbul   |                     | 3:1               | 4:1 | 4:0 | 5:1           | 3:0                   |
| Beşiktaş Istanbul     | 2:1                 |                   | 8:0 | 4:3 | 6:1           | 4:2                   |
| Kayagücü Izmir        | 0:2                 | 0:2               |     | 3:2 | 5:1           | 3:0                   |
| Muhafızgücü Ankara    | 0:4                 | 3:5               | 7:4 |     | 3:1           | 5:2                   |
| Göztepe Izmir         | 1:2                 | 0:0               | 1:1 | 2:1 |               | 8:2                   |
| Gençlerbirliği Ankara | 1:2                 | 2:0               | 1:2 | 2:1 | 3:2           |                       |

## Die Meistermannschaft von Fenerbahçe Istanbul
| 1.                  | Fenerbahçe Istanbul |
| Fenerbahçe Istanbul | - Tor: Cihat Arman; Sabri Kiraz; Nuri Pekesen - Abwehr: Selahattin Torkal; Şevket Demirtepe; Müzdat Yetkiner; Numan Uzun; Murat Alyüz; Ahmet Erol - Mittelfeld: Halil Köksalan; Ömer Boncuk; Samim Var; Necdet Dalay; Kemal Atakul; Esat Kaner; Argun Nemli - Angriff: Naci Bastoncu; Halit Deringör; İbrahim İskeçe; Melih Kotanca; Halil Özyazıcı; Fikret Kırcan; Adnan Tuncay; Erol Keskin; Fikret Arıcan; Naim Şukal; Rıfkı Soysal; Konur - Trainer: Fikret Arıcan |